# 伊夫拉克
伊夫拉克（法語：Yvrac，法語發音：[ivʁak]）是法国吉伦特省的一个市镇，位于该省东北部，属于波尔多区。

## 地理
伊夫拉克（44°52'47"N, 0°27'41"W）面积8.48 平方千米，位于法国新阿基坦大区吉倫特省，该省份为法国西南部沿海省份，是法國本土面积最大的省，北起滨海夏朗德省，西临大西洋，南至朗德省，东南接洛特-加龍省，东临多爾多涅省。
与伊夫拉克接壤的市镇（或旧市镇、城区）包括：圣卢贝斯、特雷斯、圣厄拉利、洛尔蒙、波尔多附近阿尔蒂格、蓬皮尼亚克、蒙蒂桑。
伊夫拉克的时区为UTC+01:00、UTC+02:00（夏令时）。

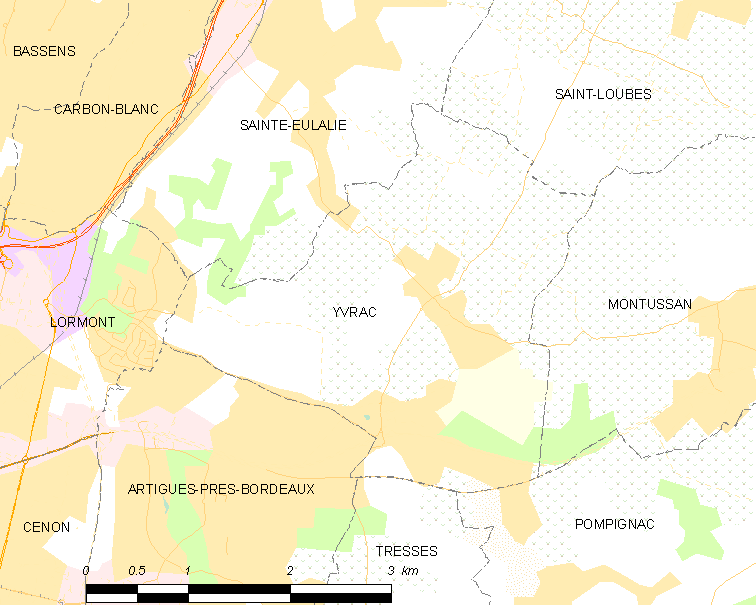
伊夫拉克的OSM定位图

## 行政
伊夫拉克的邮政编码为33370，INSEE市镇编码为33554。

## 政治
伊夫拉克所属的省级选区为洛尔蒙县。

## 交通
法国国道N89线经过境内南部，吉伦特省省道D115线和D115E6线在市中心交汇。

## 人口

1962-2008年间伊夫拉克人口变化图示

伊夫拉克于2022年1月1日时的人口数量为2901人。